# Ján Cikker
Ján Cikker (ur. 29 lipca 1911 w Bańskiej Bystrzycy, zm. 21 grudnia 1989 w Bratysławie) – słowacki kompozytor i pedagog.

## Życiorys
W latach 1930–1936 studiował w konserwatorium w Pradze, gdzie jego nauczycielami byli Jaroslav Křička i Vítězslav Novák (kompozycja) oraz Pavel Dědeček (dyrygentura). Od 1936 do 1937 roku uczeń Felixa Weingartnera w Konserwatorium Wiedeńskim. Od 1939 roku był wykładowcą teorii muzyki w konserwatorium w Bratysławie, a od 1951 do 1977 roku profesorem kompozycji w tamtejszej Wyższej Szkole Sztuk Scenicznych. W latach 1945–1948 dyrygent bratysławskiej opery.
Otrzymał nagrodę im. Herdera (1966) oraz nagrodę muzyczną UNESCO (1979).

## Twórczość
Tworzył głównie muzykę diatoniczną, przez długie lata mocno osadzoną w nurcie folklorystycznym. Z czasem zaczął poszukiwać nowych, bardziej ekspresjonistycznych środków wyrazu, od lat 60. eksperymentował z dodekafonią.
Skomponował m.in. trzy symfonie (I c-moll 1930, II „Jarná symfónia” 1937, III „Symfónia 1945” 1975), poematy symfoniczne Epitaf (1931), Leto (1941), Vojak a matka (1943) i Ráno (1946), Symfonický prológ (1934), Capriccio (1936), Concertino na fortepian i orkiestrę (1942), Slovenská suita (1943), Spomienky na 5 instrumentów dętych i orkiestrę (1947), Dramatická fantázia (1958), symfoniczną medytację na motet Schütza „Blažení sú mŕtvi” (1964), Hommage à Beethoven (Coriolan) (1970), Tatranské potoky na fortepian (1954). 
Napisał opery Juro Jánošík do libretta Štefana Hozy (wyst. 1954), Beg Bajazid do libretta Jána Smreka (wyst. 1957), Mister Scrooge do libretta na podstawie Opowieści wigilijnej Dickensa (wyst. 1963), Vzkriesenie do własnego libretta według Lwa Tołstoja (wyst. 1962), Hra o láske a smrti do własnego libretta według Romaina Rollanda (wyst. 1969), Coriolanus do libretta według Williama Shakespeare’a (wyst. 1972), Rozsudok do własnego libretta według Heinricha von Kleista (1977), Obliehanie Bystrice do własnego libretta według Kálmána Mikszátha (1981), Zo života hmyzu do własnego libretta według Josefa i Karela Čapków (1986).